# Matteo Ferrari (Fußballspieler)
Matteo Ferrari (* 5. Dezember 1979 in Aflou, Algerien) ist ein ehemaliger italienischer Fußballspieler. Seine Mutter stammt aus Guinea, sein Vater ist Italiener.

## Karriere

### Im Verein
Der im nordafrikanischen Algerien geborene Italiener begann seine Karriere in der Jugend von SPAL Ferrara. Sein nächster Verein war Inter Mailand, wo er zuerst in der Jugend spielte und ab 1996 in die erste Mannschaft geholt wurde. Im Januar 1998 wechselte Ferrari für ein halbes Jahr zum CFC Genua. In der Saison 1998/99 spielte der rechte Verteidiger beim US Lecce. 1999/2000 ging es weiter zum AS Bari. 2000/01 kam Matteo Ferrari wieder zurück zu seinem ersten Profiklub Inter Mailand. Von 2001 bis 2004 war der Italiener beim AC Parma unter Vertrag. Nach einer relativen langen Zeit bei den Parmiggiani wechselte er für eine nicht genannte Ablöse zum AS Rom, im Gegenzug wechselte Damiano Ferronetti zu Parma. Er verließ die Roma nach nur einem Jahr später zur Saison 2005/06 leihweise in Richtung Liverpool zum FC Everton, mit einer Kaufoption in Höhe von 5,4 Millionen Euro, er sollte den schwerverletzten Alessandro Pistone ersetzen. Am Saisonende zogen die Toffees die Kaufoption nicht. Somit spielte der Verteidiger wieder beim AS Rom von 2006 bis 2008, verlängerte seinen Vertrag jedoch nicht und wechselte zur Saison 2008/09 ablösefrei zum CFC Genua, wo er einen Dreijahresvertrag unterschrieb und unter Trainer Gian Piero Gasperini Stammspieler in der Abwehr war.
Im Juli 2009 wechselte Ferrari zum türkischen Klub Beşiktaş Istanbul, wo er einen Vierjahresvertrag unterzeichnete.
Seit dem Frühjahr 2012 gehörte er den Montreal Impact aus der Major League Soccer an, wo er unter anderem mit Marco Di Vaio und Alessandro Nesta zusammenspielte. In seiner ersten Saison bei Impact spielte Ferrari 25 Mal, davon stand er 23 Mal in der Startaufstellung. In der Saison 2013 lief Ferrari 31 Mal für Montreal auf, wobei ihm am 11. Mai 2013 im Spiel gegen Real Salt Lake sein erstes Tor für die Kanadier gelang. Wie auch im Vorjahr spielte Ferrari auch in der CONCACAF Champions League. Auch in der Saison 2014 wurde Ferrari als Stammspieler in Montreals Verteidigung eingesetzt; er kam auf 25 Saisoneinsätze. Im Oktober 2014 gab Montreal Impact bekannt, den zum Ende des Jahres 2014 auslaufenden Vertrag mit ihm nicht zu verlängern.

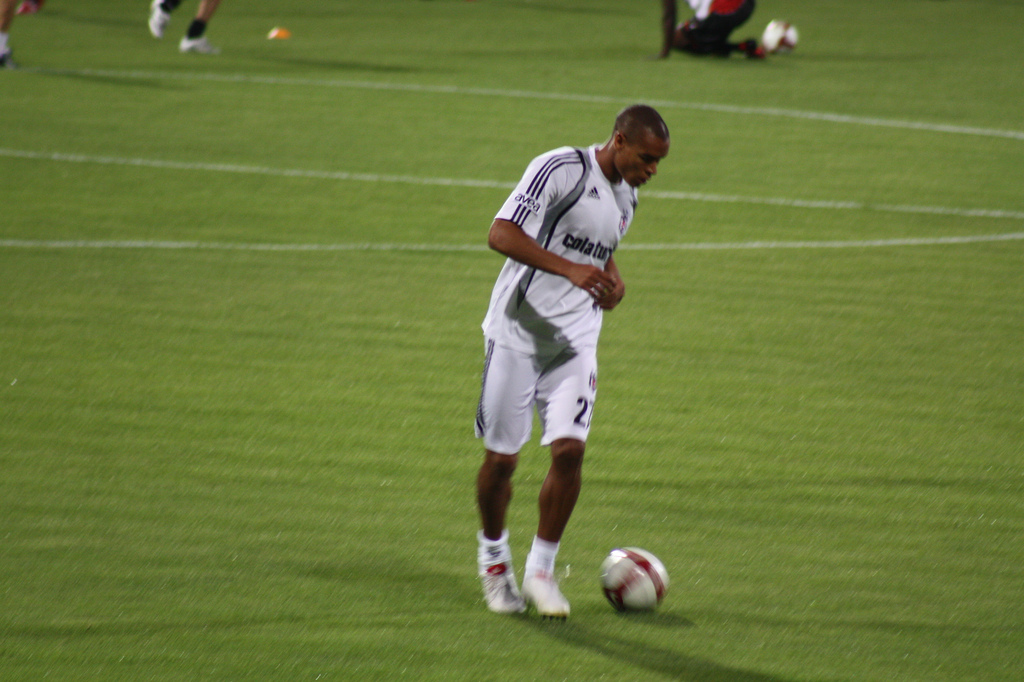
M. Ferrari beim Aufwärmen (2009)

### In der Nationalmannschaft
Matteo Ferrari durchlief ab der U-15 sämtliche Jugend-Auswahlmannschaften seines Landes. Im Jahr 2000 gewann er mit der italienischen U-21-Auswahl unter Trainer Marco Tardelli in der Slowakei den EM-Titel.
Für die italienische A-Nationalmannschaft absolvierte Ferrari bisher elf Partien. Sein Debüt gab er am 20. November 2002 unter Giovanni Trapattoni beim 1:1 im Freundschaftsspiel gegen die Türkei in Pescara. 2004 gehörte der Abwehrspieler zum italienischen Aufgebot für die Europameisterschaft in Portugal an, bei der er jedoch nicht zum Einsatz kam und mit seiner Mannschaft bereits nach der Gruppenrunde ausschied. Kurze Zeit später vertrat Matteo Ferrari sein Land im Fußballturnier der Olympischen Sommerspiele in Athen. Er absolvierte alle sechs Partien und gewann mit der von Claudio Gentile trainierten Mannschaft die Bronzemedaille.

## Erfolge

### Nationalmannschaft
U-21-Nationalmannschaft
- Europameister: 2000 in der Slowakei

Olympiamannschaft
- Bronzemedaille bei den Olympischen Spielen: 2004 in Athen

### Verein
US Lecce
- Aufstieg in die Serie A: 1999

AC Parma
- Italienischer Pokalsieger: 2002

AS Rom
- 2 × Italienischer Pokalsieger: 2007 & 2008
- Italienischer Supercupsieger: 2007 (ohne Einsatz)

## Privates
Ferrari hat einen Sohn mit Aída Yéspica, ein venezolanisches Model und Schauspielerin. Mittlerweile leben die beiden getrennt.